# Walking Contradiction
«Walking Contradiction» («Contradicción Andante») es el quinto sencillo del álbum Insomniac, de la banda estadounidense de punk rock , Green Day. 

## Temática
La canción trata sobre los sentimientos contradictorios hacia uno mismo y hacia otros y de las contradicciones de la sociedad actual.
El estribillo es contradictorio en si "No tengo creencias/pero creo que/soy una contradicción andante/y no tengo derecho".

## Vídeo
El video musical, el cual fue dirigido por Roman Coppola, trata sobre los tres integrantes de la banda paseando por una ciudad, causando involuntariamente accidentes en cadena mientras caminan, explosiones y otros tipos de caos.
Al final del video muestra como la banda toma un auto que encontraron en la calle y lo conducen y después se puede ver que todo termina con el derrumbe de un edificio
El sencillo alcanzó como posición máxima el número 38 en la lista de conteos de sencillos de Australia

## Lista de canciones
| CD Promocional #1 |                                         |          |  |
| N.º               | Título                                  | Duración |  |
| 1.                | «Walking Contradiction» (Radio Version) | 2:32     |  |

| CD Promocional #2 |                                            |          |  |
| N.º               | Título                                     | Duración |  |
| 1.                | «Walking Contradiction» (Radio Version #2) | 2:32     |  |

- Datos: Q2373043